# Persone di cognome Malatesta
| Questa pagina contiene informazioni ricavate automaticamente dalle voci biografiche con l'ausilio del template Bio e di un bot. L'aggiornamento è periodico e automatico e ricostruisce completamente la pagina. Se manca una persona in questa lista, sei pregato di non aggiungerla, ma accertati piuttosto che la sua voce biografica contenga il template Bio e che i dati anagrafici siano correttamente compilati. Se il template Bio manca, inseriscilo tu stesso o, in alternativa, metti l'avviso {{tmp\|Bio}} che ne segnala la mancanza. Se i dati riportati sono sbagliati, correggi direttamente la voce biografica; le modifiche saranno visibili in questa lista entro pochi giorni. Per chiarimenti vedi il progetto antroponimi. La lista contiene solo le 89 persone che sono citate nell'enciclopedia e per le quali è stato implementato correttamente il template Bio. Pagina aggiornata al 7 giu 2025. |

Questa è una lista di persone presenti nell'enciclopedia che hanno il cognome Malatesta, suddivise per attività principale.

## Anarchici(1)
- Errico Malatesta, anarchico e scrittore italiano (Santa Maria Capua Vetere, n. 1853 - Roma, † 1932)

## Arcivescovi cattolici(1)
- Pandolfo Malatesta, arcivescovo cattolico italiano (Rimini, n. 1390 - † 1441)

## Attori(1)
- Fred Malatesta, attore statunitense (Napoli, n. 1889 - Burbank, † 1952)

## Calciatori(1)
- Mario Malatesta, calciatore e allenatore di calcio italiano (Roma, n. 1908 - Roma, † 1970)

## Calciatrici(1)
- Matilde Malatesta, calciatrice italiana (Santa Margherita Ligure, n. 1995)

## Cantautori(1)
- Filippo Malatesta, cantautore italiano (Rimini, n. 1968)

## Cestiste(1)
- Arminda Malatesta, cestista paraguaiana (n. 1938 - Asunción)

## Chimici(1)
- Lamberto Malatesta, chimico italiano (Milano, n. 1912 - Milano, † 2007)

## Condottieri(38)
- Malatesta III Malatesta, condottiero italiano (n. 1299 - Rimini, † 1364)
- Andrea Malatesta, condottiero italiano (n. 1373 - † 1416)
- Carlo I Malatesta, condottiero italiano (n. 1368 - Longiano, † 1429)
- Carlo IV Malatesta, condottiero italiano (n. 1480 - Cadore, † 1508)
- Carlo V Malatesta, condottiero italiano (Mantova, † 1544)
- Carlo Felice Malatesta, condottiero italiano (Roma, n. 1567 - Roma, † 1634)
- Ferrantino Malatesta, condottiero italiano (n. 1258 - Rimini, † 1353)
- Galeotto I Malatesta, condottiero italiano (Rimini - Cesena, † 1385)
- Galeotto Roberto Malatesta, condottiero italiano (n. 1411 - Santarcangelo di Romagna, † 1432)
- Galeotto II Malatesta, condottiero italiano (n. 1398 - Gradara, † 1414)
- Galeotto III Malatesta, condottiero italiano († 1423)
- Galeotto IV Maletesta, condottiero italiano (Rimini, † 1492)
- Galeotto Belfiore Malatesta, condottiero italiano (Montefiore, n. 1377 - Montalboddo, † 1400)
- Giacomo Malatesta, condottiero italiano (n. 1530 - Roma, † 1600)
- Giovanni II Malatesta, condottiero italiano († 1299)
- Giovanni III Malatesta, condottiero italiano († 1375)
- Giovanni V Malatesta, condottiero italiano (Mantova, † 1432)
- Giovanni Malatesta di Sigismondo Pandolfo, condottiero italiano
- Guglielmo Malatesta, condottiero italiano
- Leonida Malatesta, condottiero italiano (n. 1500 - Montecodruzzo, † 1557)
- Malatesta I Malatesta, condottiero italiano (Pennabilli, n. 1183 - Rimini, † 1248)
- Malatestino I Malatesta, condottiero italiano († 1317)
- Malatestino Novello Malatesta, condottiero italiano (Fossombrone, † 1335)
- Niccolò III Malatesta, condottiero italiano (n. 1591 - Istria, † 1633)
- Niccolò I Malatesta, condottiero italiano († 1374)
- Niccolò II Malatesta, condottiero italiano (Firenze, † 1464)
- Pandolfo II Malatesta, condottiero italiano (n. 1325 - † 1373)
- Pandolfo III Malatesta, condottiero italiano (n. 1370 - Fano, † 1427)
- Pandolfo V Malatesta, condottiero italiano
- Pandolfo IV Malatesta, condottiero italiano (Rimini, n. 1475 - Roma, † 1534)
- Ramberto Novello Malatesta, condottiero italiano (n. 1475 - † 1532)
- Ramberto I Malatesta, condottiero italiano (n. 1302 - † 1367)
- Ramberto Malatesta, condottiero italiano († 1330)
- Roberto Malatesta, condottiero italiano (Fano, n. 1440 - Roma, † 1482)
- Sempronio II Malatesta, condottiero italiano (n. 1528 - Pesaro, † 1623)
- Sigismondo Pandolfo Malatesta, condottiero italiano (Brescia, n. 1417 - Rimini, † 1468)
- Sigismondo II Malatesta, condottiero italiano (n. 1502 - Venezia, † 1555)
- Sigismondo I Malatesta, condottiero italiano (Rimini, n. 1498 - Reggio Emilia, † 1543)

## Generali(1)
- Malatesta Ungaro, generale italiano (n. 1327 - Rimini, † 1372)

## Giornalisti(2)
- Enzio Malatesta, giornalista e partigiano italiano (Apuania, n. 1914 - Roma, † 1944)
- Stefano Malatesta, giornalista, scrittore e pittore italiano (Roma, n. 1940 - Roma, † 2020)

## Letterate(1)
- Battista Malatesta, letterata, filosofa e poetessa italiana (Urbino, n. 1384 - Urbino, † 1448)

## Nobildonne(11)
- Annalena Malatesta, nobildonna e religiosa italiana (n. 1416 - Firenze, † 1491)
- Antonia Malatesta, nobildonna italiana (Rimini, n. 1451 - Luzzara, † 1483)
- Antonia Malatesta di Cesena, nobildonna italiana (n. 1394)
- Dorotea Malatesta, nobildonna italiana (n. 1478 - Venezia)
- Elisabetta Malatesta, nobildonna italiana (Pesaro, n. 1407 - † 1477)
- Elisabetta Malatesta, nobildonna italiana
- Ermellina Malatesta, nobildonna italiana
- Giovanna Malatesta, nobildonna italiana (Rimini, n. 1444 - Camerino, † 1511)
- Margherita Malatesta di Rimini, nobildonna italiana (Rimini - Rimini)
- Paola Bianca Malatesta, nobildonna italiana (n. 1366 - Fano, † 1398)
- Samaritana Malatesta, nobildonna italiana (Rimini - Rimini, † 1347)

## Nobili(10)
- Carlo III Malatesta, nobile e condottiero italiano (Sogliano al Rubicone - Sogliano al Rubicone, † 1486)
- Carlo II Malatesta, nobile e condottiero italiano (Venezia - Pesaro, † 1438)
- Caterina Malatesta, nobile italiana (Mantova)
- Cleofe Malatesta, nobile (Pesaro - Mystras, † 1433)
- Eusebio Malatesta, nobile e condottiero italiano (Mantova - † 1484)
- Margherita Malatesta, nobile italiana (n. 1370 - Mantova, † 1399)
- Paola Malatesta, nobile italiana (Pesaro, n. 1393 - Mantova, † 1453)
- Paolo Malatesta, nobile italiano (Verucchio - Rimini)
- Sallustio Malatesta, nobile italiano (n. 1450 - Rimini, † 1470)
- Valerio Galeotto Malatesta, nobile e religioso italiano (Rimini - Gualdo, † 1470)

## Pistard(1)
- Guglielmo Malatesta, pistard italiano (Ravenna, n. 1891 - Ravenna, † 1920)

## Pittori(1)
- Adeodato Malatesta, pittore e restauratore italiano (Modena, n. 1806 - Modena, † 1891)

## Registi(1)
- Guido Malatesta, regista cinematografico, sceneggiatore e giornalista italiano (Gallarate, n. 1919 - Roma, † 1970)

## Scrittori(1)
- Baccio Malatesta, scrittore e pubblicista italiano (Modena, n. 1862)

## Vescovi cattolici(2)
- Antonio Malatesta, vescovo cattolico italiano (Cesena, † 1475)
- Leale Malatesta, vescovo cattolico italiano (San Clemente, † 1400)

## Senza attività specificata(6)
- Costanza Malatesta, italiano († 1378)
- Pandolfo I Malatesta, italiano († 1326)
- Parisina Malatesta, marchesa italiana (Cesena, n. 1404 - Ferrara, † 1425)
- Raimondo Malatesta, italiano († 1492)
- Rengarda Malatesta, contessa italiana (Rimini - Urbino, † 1423)
- Simona Malatesta, italiana